# Saint-Quentin-les-Anges
Saint-Quentin-les-Anges es una población y comuna francesa, en la región de Países del Loira, departamento de Mayenne, en el distrito de Château-Gontier y cantón de Craon.

## Demografía
| 640 | 594 | 451 | 422 | 397 | 376 |
| Para los censos de 1962 a 1999 la población legal corresponde a la población sin duplicidades (Fuente: INSEE [Consultar]) |     |     |     |     |     |